# Erwin van Aaken
Erwin van Aaken (* 9. Mai 1904 in Straelen; † 28. Januar 2008 in Würzburg) war ein deutscher Architekt, der durch eine Vielzahl von katholischen Kirchenbauten bekannt wurde.

## Leben
Erwin van Aaken wurde im niederrheinischen Straelen als ältestes von acht Kindern geboren. Nach Besuch des Gymnasiums in seinem Geburtsort arbeitete er ab 1923 im Architekturbüro seines Vaters, bevor er von 1925 bis 1927 an der Technischen Hochschule München Architektur studierte. Zu Beginn seines Studiums wurde er Mitglied der katholischen Studentenverbindung Trifels. Er unterbrach sein Studium, um als Zeichner im Büro seines Onkels Albert Boßlet zu arbeiten. Von 1928 bis 1930 setzte er das Studium fort und schloss es als Diplom-Ingenieur ab.
Bereits ab 1928 war ihm das Baubüro seines Onkels in Regensburg übergeben worden, das er bis 1932 leitete. Hier war er verantwortlich für die Bauausführung des Krankenhauses der Barmherzigen Brüder sowie für das Krankenhaus in Schwandorf. Anschließend war er 1932 als Baureferendar beim Landbauamt Bamberg sowie beim Universitätsbauamt Würzburg beschäftigt.
1933 zum Regierungsbaumeister (Assessor in der öffentlichen Bauverwaltung) ernannt, entschied er sich 1934, als selbständiger Architekt tätig zu sein und die Zusammenarbeit mit Albert Boßlet fortzusetzen. Von 1940 an arbeitete van Aaken als Statiker an der Landesgewerbeanstalt Bayern in Würzburg, bis er 1942 zum Kriegsdienst eingezogen und als Unteroffizier zum Straßen- und Brückenbau an der Ostfront eingesetzt wurde. Er absolvierte bis Januar 1945 eine Offiziersausbildung und kam anschließend zum Baupionierbataillon 476 nach Treuburg. Van Aaken erlitt einen Beindurchschuss und geriet in Heiligenhafen in britische Kriegsgefangenschaft.
Nach Entlassung aus der Gefangenschaft kehrte er nach Würzburg zurück und gründete zusammen mit seinem Onkel Albert Boßlet 1945 eine Arbeitsgemeinschaft. Erst nach Boßlets Tod 1957 führte er das Büro selbständig fort. Aus seiner 1948 geschlossenen Ehe gingen bis 1955 vier Kinder hervor. Sein ältester Sohn Stephan trat 1978 in das Büro ein und führte dieses bis 2019 fort, nachdem sich sein Vater 1996 im Alter von 92 Jahren zurückgezogen hatte.
Am 28. Januar 2008 starb Erwin van Aaken im Alter von 103 Jahren in Würzburg.

## Werk
Erwin van Aaken wurde überregional bekannt durch seine Kirchenbauten, die von seiner langjährigen Zusammenarbeit mit Albert Boßlet geprägt waren. Zu einem eigenständigen Stil fand er nach Boßlets Tod 1957 und der Weiterführung des vormals gemeinsamen Büros. Die Kirchenbauten in den 1960er und 1970er Jahren zeigen die Entwicklung eines individuellen künstlerischen Profils, das doch die grundlegenden Einflüsse Boßlets erkennen lässt. Im Kirchenbau gestaltete van Aaken unverkennbare Raumformen mit einer Bevorzugung von Oberlicht oder indirektem Licht.
In seiner gemeinsamen Zeit mit Boßlet wirkte er an so bedeutenden Bauten wie der Klosterkirche von Münsterschwarzach, der Herz-Jesu-Kirche Mariannhill und der Pfarrkirche zu Unserer Lieben Frau in Würzburg mit. Sein Lebenswerk umfasst über 160 Kirchen in Deutschland. Dazu kommen noch zahlreiche Pfarrhäuser, Kindergärten und Gemeindezentren. Auch anspruchsvolle Renovierungsprojekte, wie z. B. das der Augustinerkirche in Würzburg, zählten zu seinem Tätigkeitsspektrum.

## Bauten (Auswahl)
- 1927–1928: Herz-Jesu-Kirche mit Mariannhiller Pius-Seminar in Würzburg (als Mitarbeiter Boßlets)
- 1935–1938: Klosterkirche in Münsterschwarzach bei Kitzingen (als Mitarbeiter Boßlets, Fertigung der statischen Berechnung)
- 1936–1937: Pfarrkirche Unserer Lieben Frau in Würzburg (als Mitarbeiter Boßlets)
- 1953: Pfarrkirche St. Konrad in Aschaffenburg-Strietwald
- 1957: Kirche Herz Jesu in Weinheim-Oberflockenbach (als Mitarbeiter Boßlets)
- 1958: Pfarrkirche Herz Jesu in Baden-Baden-Varnhalt (als Mitarbeiter Boßlets)
- 1959–1961: Kirche St. Laurentius in Sieblos (Gemeinde Poppenhausen (Wasserkuppe))
- 1960–1961: Kirche in Faulbach
- 1961: Kirche St. Ägidius in Wörth am Rhein
- 1962: Kirche St. Gertrud in Leimersheim
- 1962–1963: Pfarrkirche St. Vitus in Wülfershausen an der Saale
- 1964–1967: Pfarrkirche St. Bonifatius in Tauberbischofsheim
- 1972–1974: Kirche zum Heiligen Geist in Michelstadt